# 英国铁路87型电力机车
英国铁路87型电力机车（英语：British Rail Class 87）是英国铁路工程公司（BREL）为英国铁路公司设计制造的一种干线客运用电力机车，适用于供电制式为25千伏工频单相交流电的电气化铁路，在1973年至1975年间共制造了36台，均用于在西海岸干线（WCML）牵引旅客列车；在90型电力机车于1980年代末投入服务以前，87型机车一直都是英国铁路的主型电力机车。英国铁路实现私有化改革后，大部分87型机车转配維珍鐵路继续使用；2008年至2010年间，绝大部分87型机车均转售至保加利亚。
英国铁路87型电力机车是一种在86型电力机车基础上改进而成的交—直流电传动电力机车，采用两段半控桥调压整流电路、高压侧有级调压开关，并设有电阻制动。1975年，英国铁路工程公司试制了一台采用二段桥式晶闸管调压、他励牵引电动机的87型电力机车（87101），实现无级调压、调速。